# Megwin
Sekine Ken (関根 剣 Quan Căn Kiếm, sinh ngày 25 tháng 6 năm 1977), được biết đến nhiều hơn với bí danh Megwin, là một YouTuber và diễn viên hài người Nhật. Megwin là một trong những blogger YouTube giàu nhất trên YouTube Nhật Bản, có 969.962 lượt đăng ký theo dõi kênh tính đến ngày 14 tháng 6 năm 2019. Sekine bắt đầu làm hài kịch trực tiếp trước khi chuyển sang YouTube vào năm 2005, nơi anh phát hành video mỗi ngày trong 10 năm cùng với nhiều bạn bè khác nhau và nhân viên của mình. Năm 2011, anh đăng ký công ty riêng mang tên Megwin TV Co., Ltd. (株式会社MEGWIN TV Kabushikikaisha Meguwin Terebi). Anh còn hợp tác với công ty Tanita và tổ chức các buổi diễn thuyết về "Hollywood Số" mới. Năm 2013, Sekine phát hành cuốn sách đầu tiên có tựa đề Kiếm một ít tiền trên YouTube: Bậc thầy 200 triệu lượt xem dạy bạn cách đổi video thành tiền (YouTubeで小さく稼ぐ ~再生回数2億回の達人が教える、撮った動画をお金に変える方法~ Yūchūbu de Chīsaku Kasegu ~Saisei Kaisū Ni-oku-kai no Tatsujin ga Oshieru, Totta Dōga o Okane ni Kaeru Hōhō~). Kênh của Sekine trước đây bao gồm bốn thành viên cốt lõi: Bandy, Falcon, Meteo và Megwin.
Một video được đăng lên YouTube vào ngày 14 tháng 10 năm 2018 thông báo rằng Bandy sẽ rời khỏi Megwin TV. Bandy tự dựng kênh YouTube riêng cùng với vợ. Falcon và Meteo cũng ngừng xuất hiện trên Megwin TV, mặc dù không có thông báo chính thức về sự ra đi của họ. Họ đã ngừng xuất hiện trong các video vào khoảng tháng 12 năm 2018. Họ còn bắt đầu gầy dựng kênh riêng của mình cùng nhau.